# Pumilocytheridea
Pumilocytheridea is een geslacht van kreeftachtigen uit de klasse van de Ostracoda (mosselkreeftjes).

## Soorten
- Pumilocytheridea ayalai Morales, 1966
- Pumilocytheridea mylonita (Coryell & Fields, 1937) Bold, 1967 †
- Pumilocytheridea pseudoguardensis McKenzie & Swain, 1967
- Pumilocytheridea realejoensis Swain & Gilby, 1967
- Pumilocytheridea sandbergi Bold, 1963 †
- Pumilocytheridea sonora (Benson & Kaesler, 1963) Bold, 1972 †
- Pumilocytheridea venezolana Bold, 1972 †
- Pumilocytheridea vermiculoidea Swain, 1967